# Egyéni vállalkozói átalányadó
Az egyéni vállalkozói átalányadó (rövid nevén átalány) egy magyarországi adónem. Alanya kizárólag egyéni vállalkozó lehet és a vállalkozó az általa végzett tevékenységi körök alapján három költséghányad közül választhat.

## Története
Az adónemet az 1995. évi CXVII. törvény a személyi jövedelemadóról szabályozza.

## Adótényállás

### Adóalany
Az átalány alanya egyéni vállalkozó vagy mezőgazdasági őstermelő lehet.

### Adóalap
Az átalányadó alapját az átalányban megállapított jövedelem, tehát a bevétel választott költséghányaddal (40%, 80% vagy 90%) csökkentett összege képezi.
| Költséghányad | Választhatja |
| ------------- | --- |
| 40%           | egyéni vállalkozók (alapértelmezetten) |
| 80%           | az alábbi, törvényben meghatározott tevékenységi köröket végzők: - mezőgazdasági, erdőgazdálkodási (TESZOR 01, 02), bányászati (TESZOR 05-től 09-ig) és feldolgozóipari (TESZOR 10-től 32-ig) termék-előállítás, építőipari kivitelezés (TESZOR 41, 42) - mezőgazdasági, betakarítást követő szolgáltatás (TESZOR 01.6), vadgazdálkodáshoz kapcsolódó szolgáltatás (TESZOR 01.70.10), erdészeti szolgáltatás (TESZOR 02.40.10) és zöldterület-kezelés (TESZOR 81.30.10) - halászati szolgáltatás (TESZOR 03.00.71), halgazdálkodási szolgáltatás (TESZOR 03.00.72) - feldolgozóipari szolgáltatás (TESZOR 10-től 32-ig) a bérmunkában végzett szolgáltatás és az egyéb sokszorosítás (TESZOR 18.20) kivételével - építőipari szolgáltatás (TESZOR 43) - ipari gép, berendezés, eszköz javítása (TESZOR 33.1), gépjárműjavítás (TESZOR 45.20), személyi, háztartási cikk javítása (TESZOR 95.2), épületgépészeti berendezések javítása (TESZOR 43.21, 43.22, 43.29) - a taxis személyszállítás (TESZOR 49.32.11) személygépjármű kölcsönzése vezetővel (TESZOR 49.32.12), egyéb máshová nem sorolt szárazföldi személyszállítás (TESZOR 49.39.39), közúti áruszállítás (TESZOR 49.41.1) - számítógép, kommunikációs eszköz javítása (TESZOR 95.1) - fényképészet (TESZOR 74.20) - textil, szőrme mosása, tisztítása (TESZOR 96.01), fodrászat, szépségápolás (TESZOR 96.02), hobbiállat-gondozás (TESZOR 96.09.11) - a kereskedelmi tevékenységek végzésének feltételeiről szóló kormányrendelet alapján folytatott vendéglátó tevékenység (TESZOR 56) |
| 90%           | - kizárólag kiskereskedelmi tevékenységből bevételt szerzők - mezőgazdasági őstermelők |

### Adómérték
Az adóalapból az alábbi három adót kell megfizetni:
- 15% személyi jövedelemadó (szja)
- 18,5% társadalombiztosítási járulék (tbj)
- 13% szociális hozzájárulási adó (szocho)

### Adómentességek
Éves szinten a minimálbér feléig (2022-ben 1,2 millió Ft) adómentes.